# Sabine Rossbach
Sabine Rossbach, früher auch Sabine Rossbach-Hesse (* 20. August 1959 in Hachenburg, Westerwaldkreis, Rheinland-Pfalz), ist eine deutsche Journalistin und Hörfunkmoderatorin. Von 2010 bis 2023 war sie Direktorin des NDR-Landesfunkhauses Hamburg.

## Leben

### Karriere und Privates
Rossbach ist die Tochter eines Journalisten. Sie erlangte das Abitur an der Wilhelmschule in Kassel und war anschließend von 1978 bis 1980 als Volontärin bei den Kieler Nachrichten tätig. Danach arbeitete sie dort als Redakteurin.
Ab 1981 arbeitete Rossbach in Hamburg als freie Mitarbeiterin für den NDR 2, wobei sie moderierte und als Autorin und Hörfunkreporterin tätig war. Zehn Jahre später folgte ihre Festanstellung. 1994 wurde sie Leiterin der neu begründeten Abteilung „Wort/Unterhaltung“ und 1997 Leiterin der Abteilung „Pool Wort“ (Aktuelles, Service und Unterhaltung).
1998 trat sie die Position der stellvertretenden Direktorin und Leiterin des Programmbereichs Fernsehen beim NDR Landesfunkhaus Mecklenburg-Vorpommern in Schwerin an. Ihren Wohnsitz hatte sie jedoch weiterhin in Hamburg-Bergedorf.
Am 1. Oktober 2010 übernahm Rossbach als Direktorin die Leitung des NDR-Landesfunkhauses Hamburg, womit sie die Nachfolge von Maria von Welser antrat. Sie zeichnete verantwortlich für das Hörfunkprogramm NDR 90,3, Fernsehsendungen mit Berichterstattung aus Hamburg wie Hamburg Journal und Rund um den Michel sowie für digitale Angebote. Seit 2016 war sie gleichzeitig Programmchefin des Hamburg Journals und in gleicher Funktion auch für die digitale Hörfunkwelle NDR Plus zuständig; zuvor war sie ab 2012 Programmchefin des NDR 90,3. 2020 wurde sie für weitere fünf Jahre in ihrem Amt als Direktorin bestätigt.
Nach Vorwürfen der Vetternwirtschaft kündigte sie im September 2022 an, ihre Tätigkeit ruhen zu lassen und nicht zurückzukehren.
Rossbach sitzt außerdem als stellvertretende Vorsitzende im Aufsichtsrat der Filmförderung Hamburg Schleswig-Holstein.
Sabine Rossbach ist mit Dieter Petereit verheiratet und Mutter von zwei Töchtern.

### Vorwurf der Vetternwirtschaft und Rücktritt
Anfang September 2022 wurde gegen Rossbach der Vorwurf der Vetternwirtschaft, im Rahmen ihrer Tätigkeit als Direktorin des NDR-Funkhauses Hamburg, erhoben. Kunden der PR-Agentur Hesse und Hallermann ihrer Tochter waren häufig Thema in NDR-Beiträgen.
Parallel zu den Vorwürfen der Vetternwirtschaft sprachen 70 feste und freie Mitarbeiter des NDR in einem offenen Brief ihr Misstrauen aus und begründeten dies mit einem von Rossbach verursachten „Klima der Angst“ und ihren regelmäßigen Eingriffen in redaktionelle Entscheidungsprozesse. Dies führte zu einer internen Untersuchung des NDR, laut deren Abschlussbericht zwar keine Belege für unzulässige Programmeingriffe oder Korruptions-Tatbestände gefunden wurden, Rossbachs Führungsstil aber die redaktionelle Atmosphäre im Funkhaus stark belastet habe. Auch sei sie ihrer hohen Verantwortung als Führungskraft zur Wahrung von Compliance nicht gerecht geworden.
Mit dem Abschlussbericht wurde bekannt gegeben, dass Rossbach nach einer Freistellung den NDR zum 31. Oktober 2023, zwei Jahre eher als vorgesehen, verlassen werde.